# Die Wiege der Sonne
Die Wiege der Sonne (englischer Originaltitel: Rising Sun) ist ein Thriller aus dem Jahr 1993 mit Sean Connery und Wesley Snipes in den Hauptrollen. Regie führte Philip Kaufman, der gemeinsam mit Michael Backes und Michael Crichton auch das Drehbuch verfasste. Grundlage war Michael Crichtons Roman Rising Sun aus dem Jahr 1992, der in Deutschland unter dem Titel Nippon Connection veröffentlicht wurde.

## Handlung
Am Abend eines festlichen Empfangs zur Einweihung eines neuen Bürohochhauses des japanischen Konzerns Nakamoto in Los Angeles wird im Konferenzzimmer des Vorstandes das Callgirl Cheryl tot aufgefunden. Sie hatte außergewöhnliche sexuelle Wünsche, da Spuren am Hals auf sexuelle Asphyxie durch ein Würgespiel hindeuten, womit sie sich durch Sauerstoffmangel beim Strangulieren sexuell erregt haben soll. Lieutenant Web Smith ist Verbindungsoffizier der Polizei des LAPD und für die Kontakte mit Ausländern zuständig. Web soll mit Polizei-Captain John Connor zusammenarbeiten, der mehrere Jahre in Japan verbrachte und die Gepflogenheiten der Japaner kennt.
Nur wenige Stunden zuvor fanden tagsüber im selben Raum Geschäftsverhandlungen zwischen dem Nakamoto-Konzern und der Computerchip-Firma MicroCon statt. Zahlreiche Überwachungskameras, die tagsüber die Verhandlungspartner ausspionierten, liefen auch in der Tatnacht. Die Bilder der Überwachungskameras werden auf Laserdiscs aufgezeichnet. Im Überwachungsraum des Gebäudes stellt Connor fest, dass die Disc mit den Aufzeichnungen aus dem fraglichen 46. Stockwerk als einzige vor 2 Stunden ausgetauscht wurde, alle anderen jedoch bereits über 10 Stunden liefen.
Am nächsten Tag erhalten sie vom Angestellten Ishihara eine Disc, auf der die Tat scheinbar zweifelsfrei festgehalten wurde. Man kann das Gesicht von Eddie Sakamura erkennen. Als die Polizei noch in der Nacht Eddies Haus stürmt, um ihn festzunehmen, flüchtet dieser mit einem Sportwagen. Auf der Flucht verunglückt der Wagen und explodiert, die Leiche verbrennt darin bis zur Unkenntlichkeit.
Connor ist aufgrund der scheinbar einfachen Lösung des Falles misstrauisch geworden und hat die Bilder der Disc in der Zwischenzeit von Experten überprüfen lassen. Die Bildbearbeitungsexpertin Jingo Asakuma findet heraus, dass das Video manipuliert wurde. Durch digitale Nachbearbeitung wurde das Gesicht des Würgers durch das von Eddie ersetzt und die tatsächlichen Bilder von Eddie, wie er Zeuge des Vorgangs wurde, herausgelöscht.
Da sich der Mord um 20:30 Uhr ereignete und sie die Disc fünf Stunden später erhielten, versuchen sie herauszufinden, wo eine solch hochwertige Manipulation in der kurzen Zeit möglich gewesen wäre. Die Spur führt in die Labore von Jim Donaldson, die vor kurzem von der Firma Hamaguri aufgekauft wurden. Dort möchte man nicht offiziell über seine Kunden sprechen. Connor ist sich jedoch sicher, dass sie in der Nacht die Disc von Nakamoto bearbeitet haben.
Plötzlich taucht der verstorben geglaubte Eddie auf. Es stellt sich heraus, dass nicht er, sondern Tanaka, der Leiter der Sicherheit bei Nakamoto, im Sportwagen starb und Eddie auch den Mord bei der Polizei meldete und Connor anforderte. Eddie ist auch im Besitz der Original-Disc, diese hatte er von Tanaka erhalten. Er übergibt sie an Connor, bevor er von einer gegnerischen Yakuza-Bande getötet wird.
Das Original-Video zeigt Senator Morton als Würger, der mit Cheryl Sex hatte. Morton sollte dadurch erpresst werden, da er im Senat gegen den Verkauf von MicroCon an die Japaner stimmen wollte. Er änderte daraufhin auch seine Meinung. Eddie beobachtete die Szene. Kurz danach sieht man allerdings, dass sich Cheryl wieder bewegt und die Strangulation sie nur bewusstlos machte. Erst danach kommt eine andere Person in den Raum, die Cheryl tatsächlich erwürgt. Der tatsächliche Mörder ist auf dem Video nicht erkennbar.
Als Connor und Web es dem Chef von Nakamoto vorführen, erklärt dieser, von der Vertuschungsaktion nichts gewusst zu haben. Der Angestellte Ishihara soll die Manipulation veranlasst haben. Der wiederum sagt aus, der Mörder wäre der Angestellte Bob Richmond gewesen. Richmond flüchtet auf eine benachbarte Baustelle. Connor und Smith verfolgen ihn. Als sie zu ihm gelangen, ist er bereits aus großer Höhe von Eddies Yakuza-Freunden in ein frisch gegossenes Betonfundament gestoßen worden und geht darin unter. Senator Morton verübt Selbstmord und Ishihara gerät in Ungnade.
Als Web die Bildbearbeitungsexpertin Jingo Asakuma nach Hause fährt, erfährt er, dass sie die Geliebte von Connor ist. Auch deutet sie an, dass in Japan derjenige, der den Mord gesteht, nicht unbedingt der wahre Mörder sein muss, sondern ein Untergebener es als Pflicht ansieht, sich für seinen Vorgesetzten zu opfern. Sie beide stellen auch fest, dass sie ineinander verliebt sind, und sie beschließen damit zu warten, bis Connor stirbt. Dabei bemerkt Smith ebenfalls, dass Connor dies voraussah, und damit einverstanden ist, da er bald sterben wird und will, dass jemand sich nach seinem Tod um Asakuma kümmert. Das führt dazu, dass er ihn vollständig respektiert.

## Hintergrund
- Gegenüber der Buchvorlage wurden zahlreiche Änderungen vorgenommen. So wurde aus der Figur des weißen Peter Smith der schwarze Webster Smith. Der eigentliche japanische Mörder Ishiguro wurde in Ishihara umbenannt und ist in der Verfilmung nicht mehr der Mörder. Stattdessen soll ein US-amerikanischer Angestellter, der für die Japaner arbeitete, der Mörder sein, was im Film jedoch unklar bleibt.
- Der Autor der Buchvorlage und am Drehbuch beteiligte Michael Crichton verließ das Filmprojekt vorzeitig aufgrund von Differenzen mit Regisseur Philip Kaufman. Insbesondere die Änderung einer Hauptfigur in einen Afroamerikaner wollte er nicht mittragen.
- Die Dreharbeiten fanden vom 22. Juni 1992 bis 3. Oktober 1992 in Kalifornien statt.[1]
- Der Film spielte in den Kinos weltweit rund 107 Millionen US-Dollar ein, davon rund 63 Millionen US-Dollar in den USA.
- Wesley Snipes und Cary-Hiroyuki Tagawa trafen im Jahr 2000 im Action-Thriller The Art of War erneut als Gegenspieler aufeinander.

## Kritiken
- Vincent Canby von der New York Times meinte, der Roman hätte die Angst vor Fremden noch sehr direkt und einfältig vermittelt und die Filmfassung würde nun durch zahlreiche Änderungen versuchen, etwas ausbalancierter zu sein. Der Film verbleibe jedoch „unerträglich arrogant“ und „immer noch beleidigend“. „Er lenkt die Aufmerksamkeit nicht auf die inneren Gründe der ökonomischen Probleme Amerikas, sondern auf rätselhafte, verallgemeinert, unbekannte Fremde aus dem Ausland, deren gelbe Haut und seltsames Benehmen ihre bösen Absichten sowie ihre unredlichen Handelsmethoden ankündigen.“ […] „Die Amerikaner erfanden Räuberbarone im 19. Jahrhundert, aus der Sicht des Films könnte man jedoch denken, der wirtschaftliche Erfolg dieses Landes würde ausschließlich auf harter Arbeit, Mut und absichtlicher Beschränktheit beruhen.“[2]
- James Berardinelli lobte auf ReelViews die Darstellung von Sean Connery, die Regie von Philip Kaufman und die Filmmusik. Er kritisierte einige Schwächen wie „logische Fehler“ des Drehbuchs; den Film bezeichnete er als „solide Action“.[3]
- Das Magazin Time Out London schreibt: „In der Bestrebung, die rassistischen Elemente aus Michael Crichtons Roman herunterzuspielen, scheitert Kaufman unbeholfen in einer politisch korrekten Adaption zwischen den Konventionen eines Hollywood-Verschwörungs-Thrillers und etwas, das als gekünstelt bedeutsameres angedacht war.“[4]
- Nach der Meinung des Film-Lexikon fand Regisseur Philip Kaufman bei seiner Verfilmung des Michael Crichton-Romans die richtige Mischung zwischen Action, Spannung und einem soliden, kleinen Einblick in die japanische Lebensart, wobei die Charaktere – insbesondere der von Sean Connery gespielte – gut herausgearbeitet werden.[5]

## Auszeichnungen
- Für die Filmmusik gewann Toru Takemitsu einen ASCAP-Award 1994.
- Der Film war bei den Political Film Society Awards 1994 in der Kategorie Exposé nominiert.
- Die Deutsche Film- und Medienbewertung FBW in Wiesbaden verlieh dem Film das Prädikat wertvoll.